# 塔薩蒂特·艾蘇
塔薩蒂特·艾蘇（1989年6月19日—）是一名阿爾及利亞排球運動員，曾代表國家參加2008年北京奧運的女子排球比賽及2012年倫敦奧運的女子排球比賽，並未獲得獎牌。